# Kozielno
Kozielno – wieś w Polsce położona w województwie opolskim, w powiecie nyskim, w gminie Paczków.
Kozielno położone jest na Obniżeniu Otmuchowskim w pobliżu głównej rzeki krainy Nysy Kłodzkiej. W południowo-zachodniej części województwa opolskiego, od północy graniczy z Jeziorem Paczkowskim, od strony południowej ze wsią Kamienica, od zachodu z Błotnicą, która leży w województwie dolnośląskim, a od wschodu z miastem Paczków.

## Historia
Przyjmuje się, iż osada Cozelno powstała w 1254 roku. Powstaniu jej sprzyjały korzystne warunki naturalne. Stary ośrodek osadnictwa ukształtowany na prawobrzeżnych terenach Nysy Kłodzkiej był obszarem stale i silnie kolonizowanym do końca średniowiecza, gdyż tutaj uderzył pierwszy impet kolonizacji niemieckiej od XIII w.
Kozielno uniknęło zniszczeń wojennych podczas II wojny światowej. Do Kozielna po wojnie w ramach zasiedlania Ziem Zachodnich przyjechało około 120 osób, w tym najliczniejszą grupę stanowili osadnicy z dawnego województwa Krakowskiego. Pozostali to osadnicy z byłych województw: katowickiego, łódzkiego, rzeszowskiego, kieleckiego. Również repatrianci kresowiacy z woj. lwowskiego, wołyńskiego tarnopolskiego oraz osadnicy z Francji.

## Współczesność
Spis powszechny ludności w 2011 wykazał, że w Kozielnie mieszka 317 mieszkańców. Teren wsi leży w Otmuchowsko-Nyskiego Obszaru Chronionego Krajobrazu.
W Kozielnie znajduje się studnia głębinowa, zaopatrująca w wodę całą wieś. 

## Zabytki
Do wojewódzkiego rejestru zabytków wpisane są:
- folwark, nr 27, z XIX w.
- dom nr 35, z XIX w.